# Olympische Jugend-Winterspiele 2012/Nordische Kombination
Bei den Olympischen Jugend-Winterspielen 2012 in Innsbruck fand am 15. Januar 2012 ein Wettbewerb in der Nordischen Kombination statt. Austragungsort war Seefeld in Tirol.

## Bilanz

### Medaillenspiegel
| Platz  | Land       | Gold | Silber | Bronze | Gesamt |
| ------ | ---------- | ---- | ------ | ------ | ------ |
| 1      | Tschechien | 1    | –      | –      | 1      |
| 2      | Finnland   | –    | 1      | –      | 1      |
| 3      | Japan      | –    | –      | 1      | 1      |
| Gesamt | Gesamt     | 1    | 1      | 1      | 3      |

### Medaillengewinner
| Disziplin | Gold         | Silber       | Bronze      |
| --------- | ------------ | ------------ | ----------- |
| Einzel    | Tomáš Portyk | Ilkka Herola | Gō Yamamoto |

## Männer

### Einzel
| Platz | Land | Athlet               | Skispringen | Skispringen | Skispringen | Skilanglauf |
| Platz | Land | Athlet               | Weite (m)   | Punkte      | Rang        | Zeit        |
| ----- | ---- | -------------------- | ----------- | ----------- | ----------- | ----------- |
| 1     | CZE  | Tomáš Portyk         | 75.0        | 129.8       | 5           | 26:31,4 min |
| 2     | FIN  | Ilkka Herola         | 76.0        | 130.2       | 4           | 26:34,2 min |
| 3     | JPN  | Gō Yamamoto          | 75.5        | 132.5       | 2           | 26:39,9 min |
| 4     | GER  | Tom Lubitz           | 78.0        | 137.5       | 1           | 26:57,6 min |
| 5     | ITA  | Raffaele Buzzi       | 71.0        | 119.2       | 11          | 27:03,4 min |
| 6     | NOR  | Harald Johnas Riiber | 75.0        | 131.3       | 3           | 27:30,0 min |
| 7     | EST  | Kristjan Ilves       | 73.0        | 124.5       | 8           | 27:42,9 min |
| 8     | AUT  | Paul Gerstgraser     | 70.0        | 116.8       | 12          | 27:48,7 min |
| 9     | SUI  | Jan Kirchhofer       | 73.5        | 125.7       | 7           | 28:39,8 min |
| 10    | SLO  | Luka Pintarič        | 72.5        | 125.8       | 6           | 29:30,8 min |
| 11    | CAN  | Nathaniel Mah        | 72.0        | 122.6       | 9           | 29:35,0 min |
| 12    | FRA  | Tom Balland          | 66.0        | 104.7       | 14          | 31:03,7 min |
| 13    | USA  | Colton Kissell       | 67.5        | 105.3       | 13          | 31:20,6 min |
| 14    | RUS  | Roman Terjochin      | 58.5        | 85.2        | 15          | 32:25,5 min |
| 15    | BLR  | Nikita Maladsou      | 52.0        | 66.1        | 17          | 33:52,7 min |
| 16    | UKR  | Witalij Martschenko  | 58.0        | 80.0        | 16          | 34:18,1 min |
|       | POL  | Michał Pytel         | 72.5        | 120.8       | 10          | DNF         |

Datum: 15. Januar